# Tomasz Jankowski (psycholog)
Tomasz Jankowski – polski psycholog, doktor habilitowany nauk społecznych, profesor nadzwyczajny na Wydziale Nauk Społecznych Katolickiego Uniwersytetu Lubelskiego Jana Pawła II.

## Życiorys
Uzyskał doktorat (2007) w zakresie nauk humanistycznych i habilitację (2020) w zakresie nauk społecznych w Katolickim Uniwersytecie Lubelskim Jana Pawła II. Obecnie pełni funkcję profesora nadzwyczajnego w Katedrze Psychologii Osobowości w Instytucie Psychologii KUL.
Jego główne zainteresowania skupiają się wokół zagadnień uważności, samoświadomości, metapoznania i samoregulacji oraz ich wpływu na poznawcze i emocjonalne funkcjonowanie człowieka. Aktualnie uczestniczy w międzynarodowych badaniach nad orientacją pozytywną, prowadzonych pod kierunkiem prof. P. Olesia oraz prof. G.V. Caprary z Sapienza Università di Roma. Jest beneficjentem kilku grantów finansowanych przez Ministerstwo Nauki i Szkolnictwa Wyższego i Narodowe Centrum Nauki. Prowadzi szkolenia z zakresu radzenia sobie ze stresem oraz komunikacji interpersonalnej. Zajmuje się również terapią osób uzależnionych oraz członków ich rodzin.

## Wybrane publikacje
- Wczesne diagnozowanie oraz krótka interwencja wobec osób z problemem alkoholowym, w: „Medycyna Ogólna” (2004)
- Motywy związane z koncepcją siebie, w: „Studia z Psychologii w KUL” (2006)
- Integrująca rola uważności w kształtowaniu koncepcji siebie, w: „Przegląd Psychologiczny” (2008)
- O przewadze koniunkcji na alternatywą, czyli jak skuteczniej pomagać terapeutom, w: „Roczniki Psychologiczne” (2011)[5]